# Die wahren Bosse – Ein teuflisches Imperium
Die wahren Bosse – Ein teuflisches Imperium (Alternativtitel: Die wahren Bosse, Das teuflische Imperium; Originaltitel: Mobsters) ist ein US-amerikanisches Filmdrama aus dem Jahr 1991. Regie führte Michael Karbelnikoff, das Drehbuch schrieben Michael Mahern und Nicholas Kazan.

## Handlung
Der Film zeigt die jungen Jahre der Gangster Lucky Luciano, Meyer Lansky, Frank Costello und Bugsy Siegel, die in der Hierarchie des organisierten Verbrechens aufsteigen. Sie wachsen in dem jüdisch-italienisch geprägten Stadtteil Lower East Side auf und werden Zeugen, wie der Alltag von Gewalt und organisiertem Verbrechen geprägt ist. Die Mafiabosse herrschen mit unkontrolliertem Terror über die Bewohner und Lucky Luciano beschließt aufzusteigen. Er und sein Freund Frank freunden sich mit den jüdischen Straßenschlägern Meyer Lansky und Benny Siegel an. Während Lucky und Meyer für die Strategie zuständig sind, sind die anderen beiden für die Gewalt zuständig. Zu Zeiten der Prohibition freunden sie sich mit Arnold Rothstein an und machen ein Vermögen mit Alkoholschmuggel. Sie ermorden den mächtigen Don Giuseppe Masseria, indem sie einen Anschlag auf ihn vortäuschen und ihn vor diesem zum Schein retten; erst dann wird Masseria von Lucianos Bande getötet. Nachdem dieser erledigt ist, versucht Salvatore Maranzano mithilfe von Vincent „Mad Dog“ Coll, Luciano zu ermorden. Dieser entkommt dem Anschlag durch Zufall. Luciano und seine Freunde ermorden Maranzano, der vor vielen Jahren Lucianos Familie gedemütigt hatte. Gemeinsam mit den mächtigsten Bossen (darunter auch Al Capone aus Chicago) gründen Luciano und seine Partner das National Crime Syndicate. Niemand wird mehr Boss der Bosse, sondern eine Kommission der mächtigsten Familienoberhäupter ist als oberster Exekutivrat zuständig für Problemlösungen.

## Kritiken
Roger Ebert schrieb in der Chicago Sun-Times vom 26. Juli 1991, es sei seltsam, in einem Film Gangster im Alter von etwas über 20 Jahren zu sehen. Die Besetzung sei gut und der Film sei gut gemacht, aber Ebert sei nicht überzeugt („It is a good cast and they are in a well-made movie, but I was never really convinced“). Das komplexe und viel Gewalt beinhaltende Drehbuch sei problematisch; der Film sei der blutigste Gangsterfilm, an den der Kritiker sich erinnere.
Filmdienst schrieb, der „unterhaltsame Gangsterfilm“ setze „auf den Wiedererkennungseffekt von aneinandergereihten Genre-Bausteinen“. Er stelle „die Gangster nicht als reale Personen, sondern mythisch überhöht dar“.
Die Zeitschrift Cinema schrieb, „die Gangster gab’s, aber die Realität war viel hässlicher – und spannender“ als das „starbesetzte [aber] schwache Mafiadrama“.

## Auszeichnungen
Anthony Quinn und Christian Slater wurden im Jahr 1992 für die Goldene Himbeere als schlechteste Nebendarsteller nominiert.

## Hintergründe
Der Film wurde in Los Angeles und in Pasadena (Kalifornien) gedreht. Er spielte in den Kinos der USA ca. 20,2 Millionen US-Dollar ein.
Dem Buch The Last Testament of Lucky Luciano (1974) von Martin A. Gosch und Richard Hammer zufolge sind die Ereignisse im Wesentlichen korrekt wiedergegeben. Die Geliebte Lucianos, Mara Motes basiert auf der echten Gay Orlova. Zwei wichtige Ereignisse sind jedoch historisch inkorrekt: Vincent „Mad Dog“ Coll wurde 1932 von „Dutch“ Schultz ermordet und nicht von Luciano, und Maranzano wurde durch Pistolenschüsse und Messerstiche ermordet und nicht aus dem Fenster geworfen.